# Базартобинський сільський округ
Базартоби́нський сільський округ (каз. Базартөбе ауылдық округі, рос. Базартобинский сельский округ) — адміністративна одиниця у складі Акжаїцького району Західноказахстанської області Казахстану. Адміністративний центр — село Базартобе.
Населення — 1303 особи (2021; 2100 у 2009, 2474 у 1999, 2371 у 1989).
Станом на 1989 рік існувала Базартобинська сільська рада (села Базартобе, Кадирколь, Карабек) колишнього Тайпацького району, село Кизилжар перебувало у складі Караултобинської сільської ради.

## Склад
До складу округу входять такі населені пункти:
| Населений пункт | Старі назви | Населення, осіб (1989) | Населення, осіб (1999) | Населення, осіб (2009) | Населення, осіб (2021) |
| --------------- | ----------- | ---------------------- | ---------------------- | ---------------------- | ---------------------- |
| Базартобе, село | -           | 1454                   | 1696                   | 1357                   | 885                    |
| Кадиркул, село  | Кадирколь   | 260                    | 329                    | 341                    | 178                    |
| Карабек, село   | -           | 254                    | -                      | -                      | -                      |
| Кизилжар, село  | -           | 403                    | 449                    | 402                    | 240                    |